# ウァディモ湖の戦い (紀元前283年)
第二次ウァディモ湖の戦い（だいにじウァディモこのたたかい）は紀元前283年に発生した、エトルリア・ガリア（ボイイ族およびセノネス族）連合軍と共和政ローマの戦いである。ローマ軍の指揮官は執政官（コンスル）プブリウス・コルネリウス・ドラベッラであった。戦いはローマが勝利した。

## 概要
ウァディモ湖では、紀元前310年にもエトルリアとローマとの戦闘が発生していた。これはローマ・エトルリア戦争での最大の戦闘であったと言われている。
ただし、この頃に発生した戦いに関しては詳しいことは分からない。ローマの歴史に関する最も詳しい文献の一つであるティトゥス・リウィウスの『ローマ建国史』の該当部分は失われてしまっている。ポリュビオスの『歴史』が最良の資料ではあるものの、詳細ではない。アッピアノスの『ローマ史』の該当部分は断片が残るのみで、混乱する部分もある。
ポリュビオスによると、一連の戦いはアレティウム（現在のアレッツォ）で始まった。紀元前283年、ガリア人（種族不明。セノネス族と推定される）がアレティウムを包囲し、救援に駆けつけたローマ軍にも勝利した（アレティウムの戦い）。法務官（プラエトル、執政官と並び軍事指揮権を有する）ルキウス・カエキリウス・メテッルス・デンテルはこの戦いで戦死し、マニウス・クリウス・デンタトゥスが後任となった。デンタトゥスはローマ兵捕虜の返還交渉のために使節を送るが、捕虜達は殺害された。このため、ローマ軍はガリアへ向かい、途中セノネス族の間に会戦が発生し、これに勝利した。セノネス族は北イタリアに住むガリア人である。戦いはアゲル・ガリクス（en、セネノス族の領土）のアドリア海沿岸（現在のマルケ州）で生じたと推定される。ポリュビオスは、「ローマはセノネス族の領地に侵入し、その殆どを殺害、生き残ったものを田園地域に追放し植民都市セナ・ガリア（現在のセニガッリア）を建設した」と記述している。ポリュビオスはこのローマ軍を率いた指揮官の名前には触れていない。
ポリュビオスは「セネノス族が自身の領地から追放されるのを見て、ボイイ族は自分達も同じようになるのではないかと恐れ、エトルリア人の援助を求めて、全軍をあげてエトルリアに向かった。ガリア・エトルリア連合軍とローマ軍はウァディモ湖の近くで激突し、エトルリア分断され、少数のガリア兵のみが脱出できた」と書き、さらに「エトルリアとガリアは翌年にも兵を挙げたが、またも大敗北を喫し、ローマに使節を派遣して講和を求めた」としている。
アッピアノスはローマ・ガリア戦争に関しても書いてはいるが、現在まで残っているのは断片のみである。断片の多くは短く、戦いの全体を再現できるようなものではない。紀元前283年の戦いに関しては、ローマとガリア・エトルリア連合軍の戦いには触れているものの、場所は書いていない。この断片には、ガリアとエトルリアが交渉のために派遣した使節と、アゲル・ガリクスのローマの行動が主として記述されている。
アッピアノスによると、ローマが送った使節団は、特にセネノズ族に対してのものは別の目的を持っていた。セネノス族は、ローマとの条約でそれが禁止されていたにもかかわらず、ローマの敵対勢力に傭兵を提供していた。アッピアノスは「ブリトリマスというガリア人が、今回の戦争でエトルリア側で戦っていた彼の父親が戦死したことを恨みに思い、ローマ使節達を殺害した」とし、さらに詳細を述べるが、これはガリア人が野蛮人であることを強調するためのものと思われる。アッピアノスによると「ブリトリマスは使節達の体を切り刻み、地面に投げ散らした。」執政官プブリウス・コルネリウス・ドラベッラは、サビニとアピケヌム（en）経由してゲル・ガリクスに全速力で向かった。ドラベッラは炎と剣でセネノスを荒廃させた。女性と子供は奴隷とし、男は例外なく全て殺害し、可能な限りの方法で領土を破壊し、何人も住めないようにした。傭兵として働いていたセネノス族はもはや帰る家も無く、もう一人の執政官グナエウス・ドミティウス・カルウィヌス・マクシムスに立ち向かったが敗北し、絶望の中に自ら命を絶っていった。
アッピアノスの記述は明瞭ではなく、混乱を起こす。使節の派遣とアレティウムの戦いの関連性が述べられておらず、使節とブリトマリスがどこで出会ったかにも触れていない。彼の父親がエトルリア側で戦い戦死した、ということからウァディモ湖の戦いが示唆される。アレティウムの戦いはガリア人のみが参戦している。ポリュビオスが述べるエトルリアとガリアが敗北して講和を求めたという二度目の戦いとは、アッピアノスが述べるセネノス傭兵による二度目の戦いと合致する。しかしながら、ポリュビオスはエトルリア・ガリア連合軍の再戦を翌年（紀元前284年）としているが、アッピアノスが言うセネノス傭兵が戦ったグナエウス・ドミティウスは、紀元前283年の執政官である。アッピアノスは二度目の戦いにおいてボイイ族のことは何も述べていない。戦いの場所の記述がないことも、問題を複雑にしている、ポリュビオスとアッピアノスでは戦いの順序も異なっている。
- ポリュビオス：アレティウムの戦い - アゲル・ガリクスの破壊 - ウァディモ湖の戦い - 最後の戦い。
- アッピアノス：ウァディモ湖の戦い - アゲル・ガリクスの破壊 - 最後の戦い。アレティウムの戦いの記述なし。

## 参考資料
1. ↑  Polybius, The Histories, 2.19.7-13
2. ↑  Plybius, The Histories, 2.20.1-5
3. ↑  Appian, Roman History, Gallic Wars 2.13 [From Constantine Porphyrogenitus, The Embassies]